# The Godfathers
The Godfathers sind eine Alternative-Rock-Band aus London, England.

## Geschichte
Gegründet wurde die Band 1983 als The Sid Presley Experience. Nach ihrer „Inkarnation“ erfolgte 1985 die Umbenennung des Bandnamens in The Godfathers, und 1987 erhielten sie ihren ersten Plattenvertrag bei Epic Records.
Zu dieser Zeit war die Musikszene nicht nur im Vereinigten Königreich elektronisch dominiert und The Godfathers passten mit ihrem stark gitarrenlastigen, alternativen Rock nicht so recht ins zeitgemäße Bild. So konnte sich insbesondere auch ihr bekanntester Hit Birth, School, Work, Death nicht gegen den Trend platzieren, da seine raue Lyrik bei den Diskjockeys und Radiostationen nicht gut ankam.
Ende der 1990er fiel die Band dann auseinander. Einige Mitglieder gründeten gemeinsam mit Rat Scabies, dem früheren Schlagzeuger der Damned, die Gruppe The Germans.
Am 10. Januar 2008 erschien die erste LP neu als Doppel-CD (Hit by Hit) und die Godfathers fanden sich für Konzerte in der Originalbesetzung wieder zusammen, allerdings gab es später einen Besetzungswechsel. Ende 2010 erschien das Livealbum (inkl. einer DVD) Shot Live At The 100 Club.

## Alben
- Hit by Hit (1986)
- Birth, School, Work, Death (1988)
- More Songs About Love and Hate (1989)
- Unreal World (1991)
- Dope, Rock’n’Roll, and Fucking in the Streets (1992, live)
- Orange (1993)
- Afterlife (1995)
- Birth, School, Work, Death: The Best of the Godfathers (1996)
- Hit by Hit (2008, Doppel-CD)
- Shot Live at the 100 Club (2010, Live-CD + DVD)
- Jukebox Fury (2013)
- A big bad Beautiful Noise (2017)
- This Is War! The Godfathers Live! – 2019
- Alpha Beta Gamma Delta (2022)